# Wissenschaftsbuch des Jahres (Österreich)
Die Auszeichnung Wissenschaftsbuch des Jahres wird in Österreich durch das Bundesministerium für Bildung, Wissenschaft und Forschung in Kooperation mit dem Magazin Buchkultur an Autoren verliehen, deren Bücher wissenschaftliche Themen für ein breites Publikum aufbereiten. Im Jahr 2008 wurde die Auszeichnung erstmals verliehen.
Der Preis wird in vier Kategorien jährlich vergeben:
- Naturwissenschaft/Technik
- Medizin/Biologie
- Geistes-/Sozial-/Kulturwissenschaft
- Junior-Wissensbücher

Eine Expertenjury aus Wissenschaft, Forschung und Wissenschaftsjournalismus trifft eine Vorauswahl von jeweils fünf Büchern pro Kategorie. Aus dieser Shortlist werden dann in einer Publikumswahl die Siegertitel ermittelt.

## Siegerbücher
| Jahr | Naturwissenschaft/Technik                                                                                | Medizin/Biologie | Geistes-/Sozial-/Kulturwissenschaft | Junior-Wissensbücher |
| ---- | --- | --- | --- | --- |
| 2008 | Rudolf Taschner: Zahl Zeit Zufall                                                                        | Angelika Voß: Frauen sind anders krank als Männer                                                                                     | Christina von Braun, Bettina Mathes: Verschleierte Wirklichkeit | Nikolaus Nützel: Sprache oder Was den Mensch zum Menschen macht                                                         |
| 2009 | Heinz Oberhummer: Kann das alles Zufall sein?                                                            | Jürgen Neffe: Darwin | Sibylle Hamann, Eva Linsinger: Weißbuch Frauen, Schwarzbuch Männer. Warum wir einen neuen Geschlechtervertrag brauchen                                               | Wolfgang Korn: Meine rote Fleeceweste. Eine kleine Geschichte über die große Globalisierung                             |
| 2010 | Thomas de Padova: Das Weltgeheimnis. Kepler, Galilei und die Vermessung des Himmels                      | Josef H. Reichholf: Rabenschwarze Intelligenz. Was wir von Krähen lernen können                                                       | Hans Bürger, Kurt W. Rothschild: Wie Wirtschaft die Welt bewegt | Timo Brunke, Sasann Hesselbarth: Warum heißt das so? Ein Herkunftswörterbuch                                            |
| 2011 | Christian Mähr: Von Alkohol bis Zucker                                                                   | Stefan Klein: Der Sinn des Gebens. Warum Selbstlosigkeit in der Evolution siegt und wir mit Egoismus nicht weiterkommen               | Guy Deutscher: Im Spiegel der Sprache. Warum die Welt in anderen Sprachen anders aussieht                                                                            | Nikolaus Nützel: 7 Wege reich zu werden – 7 Wege arm zu werden. Das etwas andere Buch zur Wirtschaft                    |
| 2012 | Holger Wormer, Michael Dietz: Endlich Mitwisser!                                                         | Renée Schroeder, Ursel Nendzig: Die Henne und das Ei: Auf der Suche nach dem Ursprung des Lebens                                      | Bill Bryson: Eine kurze Geschichte der alltäglichen Dinge | Adrian Dingle: Wie man aus 92 Elementen ein ganzes Universum macht                                                      |
| 2013 | Marius Dannenberg, Admir Duracak, Matthias Hafner, Steffen Kitzing: Energien der Zukunft                 | Kurt Kotrschal: Wolf – Hund – Mensch                                                                                                  | Verena Moritz, Hannes Leidinger: Oberst Redl | Claudio Abbado: Meine Welt der Musik                                                                                    |
| 2014 | Florian Freistetter: Der Komet im Cocktailglas. Wie Astronomie unseren Alltag bestimmt                   | Thomas Boehm: Die manipulierte Evolution. Wie unsere Gesellschaft den genetischen Code verändert                                      | Sabine Ladstätter: Knochen, Steine, Scherben. Abenteuer Archäologie                                                                                                  | Antje Helms, Jan von Holleben: Kriegen das eigentlich alle? Die besten Antworten zum Erwachsenwerden                    |
| 2015 | Verena Winiwarter, Hans-Rudolf Bork: Geschichte unserer Umwelt. Sechzig Reisen durch die Zeit            | Niels Birbaumer, Jörg Zittlau: Dein Gehirn weiß mehr als du denkst. Neueste Erkenntnisse aus der Hirnforschung                        | Jerry Brotton: Die Geschichte der Welt in 12 Karten | Karolin Küntzel: Wo kommt das her? Vom Rohstoff zum T-Shirt, Apfelsaft und Co.: Produktionsabläufe anschaulich erklärt  |
| 2016 | Karl Sigmund: Sie nannten sich der Wiener Kreis                                                          | Stefano Mancuso und Alessandra Viola: Die Intelligenz der Pflanzen                                                                    | Wolfgang Fürweger: Verbrannte Kindheit: 1677-1679. Die vergessenen Kinder der Hexenprozesse um den Zauberer Jackl Jon Mathieu: Die Alpen. Raum – Kultur – Geschichte | Nina Horaczek und Sebastian Wiese: Gegen Vorurteile                                                                     |
| 2017 | Gernot Wagner und Martin L. Weitzman: Klimaschock. Die extremen wirtschaftlichen Folgen des Klimawandels | Renée Schroeder: Die Erfindung des Menschen. Wie wir die Evolution überlisten                                                         | Ruth Wodak: Politik mit der Angst. Zur Wirkung rechtspopulistischer Diskurse                                                                                         | Piotr Socha: Bienen |
| 2018 | Florian Aigner: Der Zufall, das Universum und du. Die Wissenschaft vom Glück                             | Martin Grunwald: Homo hapticus. Warum wir ohne Tastsinn nicht leben können                                                            | Frank Trentmann: Herrschaft der Dinge. Die Geschichte des Konsums vom 15. Jahrhundert bis heute                                                                      | Elena Favilli und Francesca Cavallo: Good Night Stories for Rebel Girls. 100 außergewöhnliche Frauen                    |
| 2019 | David Rennert, Tanja Traxler: Lise Meitner. Pionierin des Atomzeitalters                                 | Eric Kandel: Was ist der Mensch? Störungen des Gehirns und was sie über die menschliche Natur verraten, übersetzt von Sebastian Vogel | Roman Sandgruber: Rothschild. Glanz und Untergang des Wiener Welthauses                                                                                              | Melanie Laibl, Lili Richter (Illustrationen): So ein Mist. Von Müll, Abfall und Co                                      |
| 2020 | Martin Grassberger: Das leise Sterben                                                                    | Johannes Frasnelli: Wir riechen besser als wir denken                                                                                 | Julia Ebner: Radikalisierungsmaschinen | Kristina Scharmacher-Schreiber, Stephanie Marian: Wieviel wärmer ist 1 Grad?                                            |
| 2021 | Thomas Hofmann: Abenteuer Wissenschaft. Forschungsreisende zwischen Alpen, Orient und Polarmeer          | Martin Hartmann: Vertrauen. Die unsichtbare Macht                                                                                     | Martin Schröder: Wann sind wir wirklich zufrieden? Überraschende Erkenntnisse zu Arbeit, Liebe, Kindern, Geld                                                        | Nikola Kucharska: Ausgestorben. Das Buch der verschwundenen Tiere                                                       |
| 2022 | Angela Stöger: Von singenden Mäusen und quietschenden Elefanten                                          | Daniela Angetter-Pfeiffer: Pandemie sei Dank!                                                                                         | David Abulafia: Das unendliche Meer | Michael Stavarič und Michèle Ganser: Faszination Krake                                                                  |
| 2023 | Thomas Bugnyar: Raben. Das Geheimnis ihrer erstaunlichen Intelligenz und sozialen Fähigkeiten            | Fritz Breithaupt: Das narrative Gehirn. Was unsere Neuronen erzählen                                                                  | Judith Kohlenberger: Das Fluchtparadox | Elisabeth Etz, Nini Spagl: Ein Baum kommt selten allein                                                                 |
| 2024 | Angela Stöger: Elefanten. Ihre Weisheit, ihre Sprache und ihr soziales Miteinander                       | Daniela Angetter-Pfeiffer: Als die Dummheit die Forschung erschlug. Die schwierige Erfolgsgeschichte der österreichischen Medizin     | Jens Wietschorke: Wien – Berlin. Wo die Moderne erfunden wurde | Katharina von der Gathen, Anke Kuhl: Radieschen von unten. Das bunte Buch über den Tod für neugierige Kinder            |
| 2025 | Paulina Rowińska: Mapmatics. Wie Karten unser Weltbild prägen                                            | Kathleen Wermke: Babygesänge. Wie aus Weinen Sprache wird                                                                             | Gerhard Ammerer, Nicole Bauer, Carlos Watzka: Dämonen. Besessenheit und Exorzismus in der Geschichte Österreichs                                                     | Lotte Stegemann, Mark Janssen: Die Gefühle der Tiere. Von eifersüchtigen Affen, ängstlichen Hunden und pfiffigen Ratten |
| Jahr | Naturwissenschaft/Technik                                                                                | Medizin/Biologie | Geistes-/Sozial-/Kulturwissenschaft | Junior-Wissensbücher |